# Didier Pittet
Didier Pittet (* 20. März 1957 in Genf) ist ein Schweizer Arzt, Infektiologe und Epidemiologe. Er ist Fachmann für Händehygiene und Infektionskontrolle.

## Leben
Als Sohn eines Elektrikers und einer Hausfrau wuchs Didier in einer katholischen Familie auf, die in der Kirchgemeinde Lancy engagiert war. Er setzte sich für die Pfadfinder ein, besorgte die Animation von Kolonien und erwog, Priester zu werden. Er besuchte das Genfer Collège Calvin und studierte an der Universität Genf. Er erwarb einen Master-Abschluss in Epidemiologie und öffentlicher Gesundheit an der Universität von Iowa. Anschliessend leitete er die Abteilung «Infektionsprävention und -kontrolle» an den Universitätskliniken in Genf.
Nach der Formel von William Griffith, einem englischen Apotheker an den Genfer Universitätskliniken, machte er die hydroalkoholische Händedesinfektionslösung als Hand-Gel international bekannt, das von Pflegepersonal in vielen Krankenhäusern zur Begrenzung nosokomialer Infektionen verwendet wird. Er organisierte die Spende des Patents an die Weltgesundheitsorganisation (WHO), damit die Lösung weltweit lokal und kostengünstig hergestellt werden kann. Das Gel besteht aus 80 % Ethanol oder 75 % Isopropanol, dazu 1,45 % des Weichmachers Glycerol, um die Hände bei häufigem Gebrauch zu schützen. Der Rest ist Wasser. In Russland tranken manche Menschen die Lösung, so sah man sich gezwungen, ein Brechmittel zuzusetzen.
Er ist bei der WHO für das Programm «Saubere Pflege ist sicherere Pflege» (Clean Care is Safer Care) verantwortlich.

## Preise und Ehrungen (Beispiele)
1999 erhielt Didier Pittet den Semmelweis-Forschungspreis und den Hygiene Preis der Rudolf Schülke-Stiftung. 2005 wurde ihm von der Polytechnischen Universität Hongkong, 2006 von der 1st Medical School of the Fu, Shanghai, und 2013 von der Universität in Chengdu je eine Ehrenprofessur verliehen. 2007 wurde er zum Commander des Order of the British Empire (CBE) ernannt. 2009 erhielt er den Hsu-Li Distinguished Lectureship in Epidemiology Award der Universität von Iowa. 2017 erhielt er für seinen Beitrag zum «Clean Care is Safer Care» den Robert-Koch-Preis.
Er unterstützt die Fachleute gegen die COVID-19-Pandemie in der Schweiz.